# Эбботт, Брюс
Брюс Пол Эбботт (англ. Bruce Paul Abbott; род. 28 июля 1954 года) — американский актёр, наиболее известный по роли врача Дэна в кино-сериале ужасов «Реаниматор», а также по фильмам «Пророчество 2» и «Дурные сны».

## Ранняя жизнь
Эбботт родился и вырос в Портленде штат Орегон, в 1972 году он закончил обучение в средней школе. Его карьера началась в качестве танцора и актёра.

## Карьера
Эбботт проработал 3 сезона в конце 1970-х в качестве актёра и танцора на Фестивале Шекспира в Орегоне. В 1980 году актёр переехал в Голливуд, где в то время царила забастовка актёров. Практически сразу же он получил роль злодея в фильме «Tag: The Assassination Game», где он встретил свою первую жену актрису Линду Гамильтон, которая родила ему одного сына Далтона Брюса 4 октября 1989 года — мальчик исполнил роль маленького Джона Коннора в фильме «Терминатор 2: Судный день»https://www.imdb.com/name/nm0007951/. Пара развелась в 1989 году. Тогда же, на съёмках фильма «Trapped» в Техасе, где он познакомился с актрисой Кэтлин Куинлан. Они поженились 12 апреля 1994 года, уже имея общего сына Тайлера Кинлана, родившегося 17 октября 1990 года.
На протяжении своей карьеры, актёр появился во многих сериалах — «Диагноз — убийство», «Она написала убийство», «Семейный закон», а также в сериале «Сеть» по мотивам одноимённого фильма с Сандрой Буллок.
Сейчас Эбботт оставил кино-карьеру. Он успешный художник, архитектор и дизайнер; актёр сам стал дизайнером двух собственных домов.